# Malthinus gyalpo
Malthinus gyalpo es una especie de coleóptero de la familia Cantharidae.

## Distribución geográfica
Habita en Bután.